# OpenGameArt.org
Open Game Artとは自由ソフトウェアゲームプロジェクトで使用するためのメディアリポジトリである。
開発者が、適切にライセンスされたアートワークをハイクオリティのプログラマーアートに容易に置き換えられるようにすることを目的としている。2D、3Dアートだけでなく、同じようなプロジェクトでオーディオサンプルや歌のみをやり取りするccMixterやサンプルのみに制限しているフリーサウンド・プロジェクトとは違い効果音や音楽も掲載される。

## コンテンツ
Open Game Artにある全てのコンテンツはコピーレフト状態に変化するフリーライセンスとなっており、GNU General Public License、LGPLバージョン2、クリエイティブ・コモンズ・ライセンスのCC BY 3.0とCC BY-SA 3.0とCC0が適用可能なライセンスになっている。後者は出来る限りの権利を放棄したパブリックドメインとしてコンテンツを公開するのと同等の機能を有する。
はっきりと許可されていない間にWTFPLのような非常に寛容なライセンス下となっているコンテンツは容易にCC0に再ライセンスでき、Open Game Artへのアップロードもできる。
このプロジェクトではコンテンツに自由利用できないコンテンツを製作することでユーザーに制限を与えるされている非商用ライセンスを付与することを許可していない。
自由なコンテンツのリポジトリであるサイトのコンテンツのほとんどはGIMP、Inkscape、Blenderといった自由ソフトウェアで製作されている。
Warzone 2100、The Battle for WesnothやFrogattoなどの製作者もこのサイトにそのゲームの素材を投稿した。
このサイトはまたユーザーのために議論掲示板に記事やチュートリアルのセクションがある。

## 運営
ホスティングに関する費用は現在サイトの管理者が支払っているが、PayPalアカウントを通じて寄付することができる。またその寄付は新たなアートワークを委託するために完全に使用される。さらに寄付したユーザーは委託されたアートワークの種類をリクエストすることもできる。
2009年6月から7月までOpen Game Artにのみ委託される一対の人形スプライトの服装、ヘアスタイル、アクセサリーを製作するドット絵コンテストが開催された。
新たな芸術的貢献を活気づけるためにサイトではまた「フライデーチャレンジ」という非公式な週一の競争を主催している。金曜日に芸術的なテーマが発表され、エントリー作品への投票を経て9日後に勝者が決定される。